# Sangpa kagyü

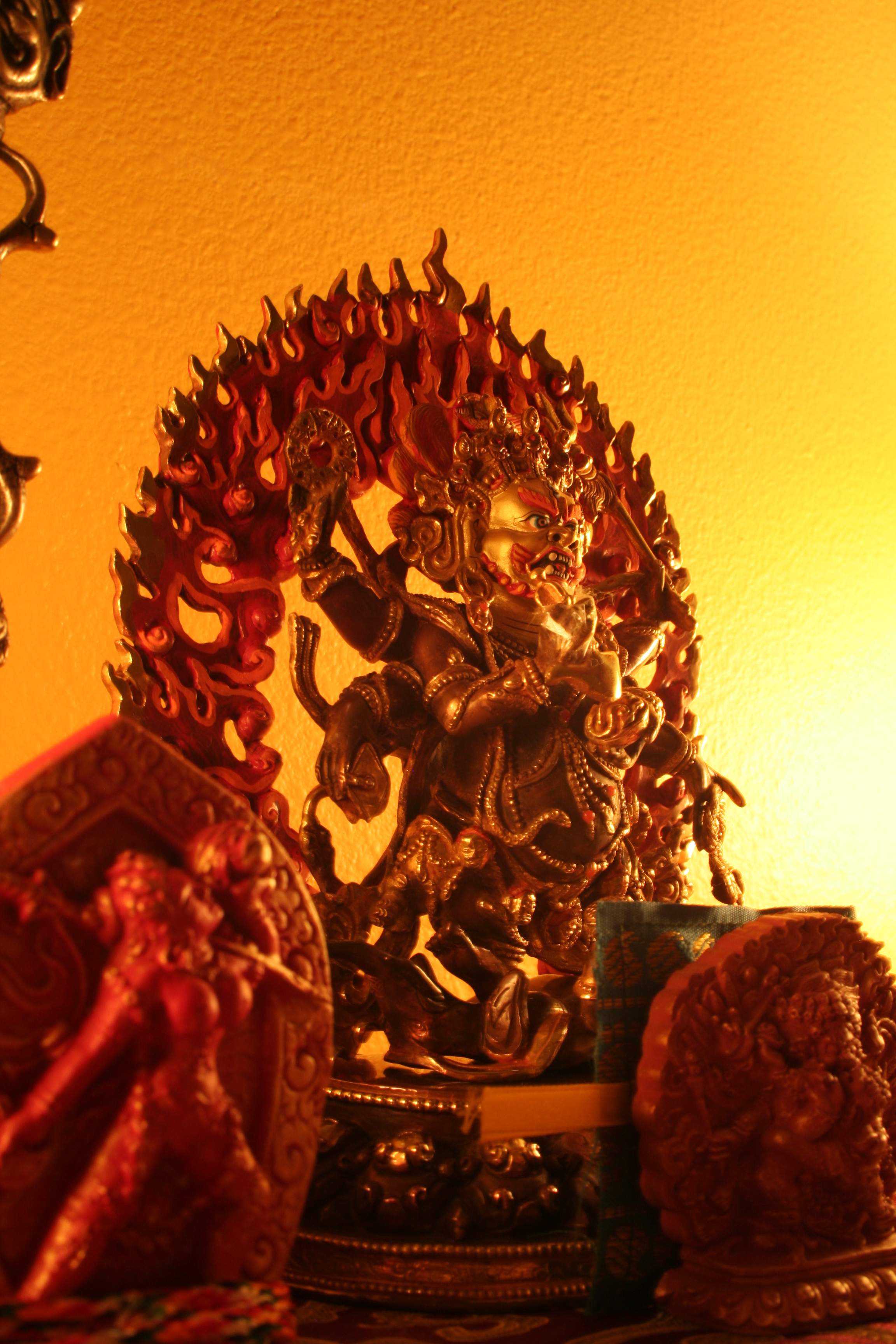
A fő sangpa dharmapala, a hatkarú Mahákála

A sangpa kagyü (tibeti: ཤངས་པ་བཀའ་བརྒྱུད, wylie: sangsz pa bka' brgyud, „A sangi ember szájhagyománya”) a tibeti buddhizmus kagyü iskolájának „titkos hagyományvonala”, amelynek eredete különbözik a nála ismertebb Dagpo iskolákétól. A dagpo kagyü Tilopa hagyományvonala, az ő tanítványán, Náropán (gyakran Náropa híres tanítványán, Marpa Locaván keresztül - úgy is nevezik, hogy „marpa kagyü”) keresztül. A Sangpa vonal ezzel szemben Tilopa egy másik tanítványától, Nigumától (Náropa lánytestvére) és Szukhasziddhi tanításaiból ered. E két nő tanítványa, Khjungpo Nendzsor alapította ezt a vonalat, amely a Sang-völgyben felállított kolostorról lett elnevezve (a „pa” jelentése iskola).
A fő sangpa dharmapala, a hatkarú Mahákála.
A 20. században az 1. kalu rinpocse felélesztette újból a sangpa hagyományt. Követői nem csak tibetiek, hanem nyugatiak is voltak.

## Eredete
A sangpa kagyü vonalat a 11. században alapította Khjungpo Nendzsor tibeti tudós. Indiába utazott, hogy jobban megértse a Tibetben kapott tanításokat. Ott találkozott a legendás Niguma jóginível, akitől sok tanítást kapott, elsősorban mahámudrá és Niguma hat jógája tanításokat - ez utóbbi hasonlatos, ám nem azonos Náropa hat jógájával. Niguma egyedül Khjungpo Nendzsornak adta át titkos tanításait. Ezután találkozott Khjungpo Szukhasziddhivel, aki szintén egy misztikus női tanító volt, Virupa, Vadzsra-aszana, Maitripa, Rahula, és mások tanítványa.
Hazatérve Tibetbe Khjungpo Nendzsor kolostort alapította az Ü-Cang tartománybeli Sang-völgyben. Ez lett a székhelye és a sangi láma néven vált ismertté. Annak ellenére, hogy állítólag több mint száz kolostort alapított és több ezer diákja volt, csupán egyetlen tanítványára hagyta a titkos tanításokat, Mocsok Rincsen Condrura. Ezt azért tette, mert Nigumától azt az instrukciót kapta, hogy csak egy tanítványának adja tovább azokat a tanításokat, ahogyan az egész hagyományvonalban azelőtt. A szándék az volt, hogy ne alakulhasson ki egyházi intézmény a tanítások köré. Így került a vonal Mocsok Rincsen Condru után Kjergang Csökji Szenge, Nyenton Rigung Csökji Serab, majd Szongdzsaj Tenpa Condru Szenge személyéhez. A legutóbbi tanító volt az első, aki nem csak egy tanítványának adta tovább a titkos tanításokat, így több átadási vonal alakult ki, illetve a 17. századra teljesen meg is szűnt önálló hagyományvonalként létezni. A 19. században Dzsamgon Kongtrul összegyűjtötte a fennmaradó átadásokat és írásban rögzítette azokat. A régi hagyomány gyakorlatai beépültek a szakja és egyéb kagyü iskolák gyakorlatai közé. Dzse Congkapa, a gelug iskola alapítója is szerepel a sangpa kagyü tanok verses formájában.

### Modern vonaltartók
A Nyugaton a sangpa kagyü vonal legfőbb tanítója az 1. kalu rinpocse volt. Ő az 1940-es évek elején kapta a tanításokat a kelet-tibeti Ca Ca kolostorban, egy zárt elvonulás során. Ca Ca Drubgen Jizhin Norbu, a kolostor apátja 2005. június közepén hunyt el. A sangpa hagyományt jelenleg a régense, a 2. Gyalten Thongva Rangdrol őrzi.
Az 1. kalu rinpocse halála után a tanítványa, Bokar Tulku rinpocse lett a fő vonaltartó. Utána Jangszi Kalu, egy fiatal tulku következett, aki 2008 szeptemberében fejezett be egy hároméves sangpa elvonulást. További sangpa vonaltartónak számítanak azok a lámák, akiket Vadzsradhara Kalu Rangdzsung Küncsab vezetett be, illetve Ven Mogcsok rinpocse, aki jelenleg Franciaországban él és tanít.

### Külső hivatkozások
- A Palden Sangpa kagyü weboldala
- A Szamdrub Dardzsaj Csoling kolostor - Szonada, India
- Sangpa kagyü